# Рейхардт, Аксель Николаевич
Аксель Николаевич Рейхардт (11 (23) января 1891, Дерпт — 21 января 1942, Ленинград) — советский энтомолог, специалист по систематике жесткокрылых.

## Биография
Родился в окрестностях Дерпта в местечке Ринген 11 января 1891 года по старому стилю. Отец его был врачом. С 1909 по 1917 годы учился в Юрьевском (Тартуском) университете вначале на медицинском, а после 1913 года физико-математическом факультетах. В годы Первой мировой войны университет эвакуировали в Воронеж. За дипломную работу о вредных насекомых Воронежа получил золотую медаль университета. С 1918 года работал в Центральном сельскохозяйственном совете, позже она была преобразована в Северную областную станцию защиты растений. С 1920 по 1925 года руководил энтомологическим отделением. В 1921 году возглавил Лахтинскую экскурсионную станцию. С 1921 по 1922 год работал в Петроградском агрономическом институте. В 1925—1933 годах был сотрудником Государственного института опытной агрономии. С 1918 года до конца жизни работал по совместительству в Зоологическом институте АН СССР. Исполнял в институте обязанности препаратора в отделении перепончатокрылых до 1927 года, после чего стал научным сотрудником. В июле 1938 году был арестован НКВД, по ложному обвинению. Осенью 1939 года обвинение было снято и он вернулся в Зоологический институт на должность лаборанта, в 1940 году он стал старшим научным сотрудником. Умер в блокадном Ленинграде от голода 23 января 1942 года. Похоронен на Серафимовском кладбище.

## Научные достижения
Внёс значительный вклад в систематику различных групп жуков, особенно карапузиков, чернотелок, долгоносиков и нарывников. Перед началом Великой Отечественной войны в 1941 году вышел, написанный Рейхардтом, том Фауны СССР по жукам жукам Sphaeritidae и Histeridae, большая часть тиража которого погибла, что сделало эту книгу библиографической редкостью. Второй том из этой серии, рукопись которого найдена после войны в лаборатории, был доработан Олегом Леонидовичем Крыжановским и был опубликован в 1976 году. Занимался изучением биологии и хозяйственного значения насекомых вредителей. Участвовал в экспедициях в Дагестан, на Алтай и Кулундинскую степь и на Памир.

## Избранные публикации
Автор более 70 публикаций, в том числе нескольких монографий:
- Рейхардт А. Н. Наши водяные жуки: Определитель водяных жуков Северной и Средней областей СССР. — М.—Л.: Государственное издательство, 1926. — 88 с.
- Рейхардт А. Н. Жуки-чернотелки трибы Opatrini палеарктической области. — М.—Л.: Издательство АН СССР, 1936. — 224 с. — (Определители по фауне СССР, издаваемые Зоологическим институтом Академии наук/ Акад. наук СС, № 19).
- Рейхардт А. Н. Сем. Sphaeritidae и Histeridae // Фауна СССР. Насекомые жесткокрылые. — М.—Л.: Издательство АН СССР, 1940. — Т. 5, вып. 3. — 421 с. — (Новая серия № 26).
- Рейхардт А. Н. Воздушный транспорт, насекомые и болезни // Природа : журнал. — 1941. — № 1. — С. 42—55.
- Крыжановский О. Л., Рейнхардт А. Н. Жуки надсемейства Histeroidea (Семейства Sphaeritidae, Histeridae, Syntelliidae) // Фауна СССР. Насекомые жесткокрылые. — Л.: Наука, 1976. — Т. 5, вып. 4. — 435 с. — (Новая серия № 111).